# Соколова, Зоя Петровна
Зо́я Петро́вна Соколо́ва (21 декабря 1930, Москва — 14 ноября 2020, там же) — советский и российский этнограф. Доктор исторических наук, профессор, заслуженный деятель науки Российской Федерации, лауреат премии имени Н. Н. Миклухо-Маклая. Одна из авторов «Большой российской энциклопедии».

## Биография
Родилась 21 декабря 1930 года в Москве в семье служащего.
До осени 1941 года семья жила в Калининграде (ныне Королёв) Московской области. Вместе с заводом, где работал отец, были эвакуированы в Пермь.
В 1953 году окончила историческое отделение историко-филологического факультета Молотовского государственного университета имени А. М. Горького. Во время учёбы принимала участие в раскопках памятников эпохи бронзы Прикамья под руководством О. Н. Бадера и опубликовала свои первые статьи.
В 1958 году защитила кандидатскую диссертацию «Обско-угорское жилище и его история» (научный руководитель В. Н. Чернецов).
С 1956 года по настоящее время работает в Институте этнографии АН СССР (сейчас это Институт этнологии и антропологии РАН), пройдя путь от младшего научного сотрудника до советника (с 2002 года).
В 1984 году защитила докторскую диссертацию «Проблемы социальной и этнической истории хантов и манси в XVIII—XIX вв.».
В 1997 году избрана членом-корреспондентом Российской академии естественных наук (РАЕН).
В 1998 году присвоено учёное звание профессора.
Умерла 14 ноября 2020 года в Москве.

## Научная и общественная деятельность
Основные направления научных исследования: происхождение и развитие, а также типология жилища у народов Сибири, в том числе хантов и манси, этническая история обских угров, их антропонимия, социальная организация (вопросы рода, фратрии, племени), деление обских угров на этнографические и территориальные группы (с выделением соответствующих критериев), похоронно-поминальная обрядность (способы захоронения, обряды поминок, изготовление и хранение вместилищ души умершего — иттарма и ура), религиозные представления и обряды (священные мужские и женские места, культ медведя, лягушки, деревьев, казымского духа Вут-ими) и другие.
Впервые в угроведении использовала архивные, в том числе антропонимические материалы как источник для изучения этнической истории хантов и манси.
Впервые опубликовала данные о формировании культа предков на основе почитания наиболее уважаемых умерших, о способах захоронения и поминания людей, умерших неестественной смертью, об изготовлении северными хантами специального изображения умершего ура и хранении его на особом месте Ура. Впервые ею были описаны раздельные мужские и женские священные места северных хантов и манси, а также культ духа Вут-ими.
С 1956 по 1989 годы — совершила 13 экспедиционных выездов к хантам, манси, селькупам, эвенкам и ненцам в Тюменской и Томской областях. Более всего она изучала хантов: в 1956 и 1969 гг. — казымских, в 1957 и 1988 гг. — ваховских, в 1958 г. — обских (александровских), в 1962, 1963, 1971 и 1972 гг. — сынских, в 1962, 1972 и 1973 гг. — куноватских, в 1963 и 1965 гг. — согомских, в 1965 г. — нижнеобских (октябрьских), в 1965, 1988 и 1989 гг. — юганских. В 1958 г. она побывала у обских селькупов и кетских эвенков, в 1966 г. — у северо-сосьвинских манси, в 1989 г. — у лесных аганских ненцев.
Собрала обширные материалы по хозяйству, поселениям и постройкам, средствам транспорта, одежде, пище, семейной обрядности (особенно похоронно-поминальной), календарям, религиозным верованиям и обрядам, медвежьему культу и празднику, декоративно-прикладному искусству, музыкальным инструментам и другим областям культуры этих народов. Собранная фотоколлекция (черно-белые фото и слайды) составляет свыше 6 тысяч кадров.
Автор 11 книг (в том числе три научно-популярные книги о народах Западной Сибири (хантах, манси, ненцах, селькупах, сибирских татарах, эвенках), основанные на её полевых материалах, богато иллюстрированные и переведенные на иностранные языки), свыше 250 статей, разделов в монографиях, рецензий и обзоров, ответственный редактор 47 авторских и коллективных монографий и сборников статей.
В 1970 году — основала серию сборников «Полевые исследования Института этнографии», которая была возобновлена в 2000 году на новом издательском уровне.
Подготовила к изданию том «Народы Западной Сибири» в серии «Народы и культуры», который вышел в 2005 году.
Активный популяризатор этнографии: читала лекции по линии общества «Знание» в Москве и других городах страны.
Под её руководством защищено 13 кандидатских и 1 докторская диссертации.

## Научные труды
- Традиционная культура народов России : [арх. 15 июня 2024] / И. В. Власова (Русские), Т. В. Лукьянченко, О. М. Фишман (Народы Европейского Севера и Северо-Запада России), Н .И. Жуланова (Народы Европейского Севера и Северо-Запада России: устное музыкальное творчество), А. Д. Коростелёв (Народы Поволжья и Приуралья), Н. И. Жуланова (Народы Поволжья и Приуралья: устное творчество), З. П. Соколова (Народы Западной Сибири), В. В. Мазепус (Народы Западной Сибири: устное музыкальное творчество), Н. П. Москаленко (Народы Южной Сибири), В. В. Мазепус (Народы Южной Сибири: устное музыкальное творчество), А. А. Сирина, В. С. Никифорова (Народы Восточной Сибири), Ю. И. Шейкин (Народы Восточной Сибири: устное музыкальное творчество), Н. А. Месштыб (Народы Приамурья, Приморья и Сахалина), Н. А. Соломонова (Народы Приамурья, Приморьяи Сахалина: устное музыкальное творчество), Н. П. Батьянова (Народы Северо-Востока), А. С. Тарасенко (Народы Северо-Востока: устное музыкальное творчество), Ю. Д. Анчабадзе (Народы Северного Кавказа), М. И. Шилакадзе (Народы Северного Кавказа: устное творчество) // Россия. — М. : Большая российская энциклопедия, 2004. — С. 177–205. — (Большая российская энциклопедия : [в 35 т.] / гл. ред. Ю. С. Осипов ; 2004—2017, т. [б. н.]). — ISBN 5-85270-326-5.
- Ханты : [арх. 1 ноября 2022] / Соколова З. П. // Уланд — Хватцев. — М. : Большая российская энциклопедия, 2017. — С. 749—750. — (Большая российская энциклопедия : [в 35 т.] / гл. ред. Ю. С. Осипов ; 2004—2017, т. 33). — ISBN 978-5-85270-370-5.

## Награды
- Премия имени Н. Н. Миклухо-Маклая (1999) — за работы: «Социальная организация хантов и манси в XVIII—XIX вв. Проблемы фратрии и рода», «Эндогамный ареал и этническая группа», «Жилище народов Сибири (опыт типологии)», «Животные в религиях»
- Заслуженный деятель науки Российской Федерации (2000)
- Медаль «За заслуги в проведении Всероссийской переписи населения» (2002)
- Медаль «В память 850-летия Москвы» (1997)
- Благодарность от Министерства образования Российской Федерации (2003) — за подготовку школьной энциклопедии «Арктика — мой дом» (М., 2000)
- Звание «Ветеран труда» (1997)